# Uncaria schlenckerae
Uncaria schlenckerae är en måreväxtart som beskrevs av Spencer Le Marchant Moore. Uncaria schlenckerae ingår i släktet Uncaria och familjen måreväxter.
Artens utbredningsområde är Papua Nya Guinea. Inga underarter finns listade i Catalogue of Life.